# Теодор Єловицький
Теодор Адам-Міхал Єловицький (9 листопада 1828 — 1905) — польський земянин українського походження, генеральний секретар київський, маршалок Уманського повіту, музикант, мемуарист, емігрант і меценат. 

## Підліткові роки
Належав до роду Єловицьких власного гербу. Народився 9 листопада 1828 року в Синиці на Київщині в маєтку своїх батьків, Стефана, маршалка Кременецького повіту, та Антоніни, до шлюбу Івашкевич. Навчався в Рішельєвському ліцеї в Одесі, де брав уроки гри на фортепіано. Закінчив юридичний факультет Київського національного університету імені Тараса Шевченка. У гімназії, а також під час навчання дружив з Августом Іванським, учасником Січневого повстання, емігрантом і музикантом-аматором.
У 1857 році він зобов'язався виплатити матері 10 000 срібних рублів в обмін на ренту, і Антоніна, до шлюбц Івашкевич, познайомила сина з батьківським маєтком. Того ж року він збудував у Ланівцях ампірний костел після того, як старий, дубовий, збудований Криштою Єловіцькою та її сином Еліасом, згорів у 1839 році. Освячення здійснив єпископ Каспер Боровський у 1860 році, після чого став маршалком Умані. Він обіймав цю посаду в передповстанську епоху і під час селянської реформи.

## Січневе повстання
Єловицький не брав безпосередньої участі у повстанні, але підтримував його фінансово. Разом з іншими маршалами був заарештований і ув'язнений у Київській цитаделі. Він був змушений розпродати свої маєтки на Волині та в Україні: в Ланівцях, Оришківцях, Новорочиці та на Сеницькому ключі біля Умані. Ці маєтки були продані з аукціону в 1868 р. на підставі імператорського указу від 10 грудня 1865 р. Від часу надання Ланівців Пашеку Єловицькому вони переходили від батька до сина і залишалися в руках Єловицьких протягом 424 років.

### В еміграції
Теодор Єловицький продовжив музичну освіту в Парижі, в тому числі під керівництвом Юліана Фонтана, друга і колеги Шопена. Він допомагав молодим музикантам фінансово, особливо емігрантам з Польщі. Він також підтримував Польську католицьку місію під керівництвом Змартвихвстанців, та Інститут Святого Казимира, де він був членом Комітету панів, та Польську бібліотеку.
Восени 1871 року поїхав до Львова, щоб купити маєток на Поділлі, але повернувся, побачивши, що «кращого місця, як у Франції, немає». У 1873 році став членом Історико-літературного товариства разом зі своїм двоюрідним братом, преподобним О. Єловицьким. Особливо зблизився з Ціпріяном Норвідом, якому багато допомагав під час перебування поета в Інституті св. Казимира. На знак подяки Норвід подарував йому альбом власних ескізів, акварелей та офортів. Коли поет помер, Теодор Єловицький пожертвував 400 франків на його поховання.

## Кінець життя
Єловицький раптово помер у Парижі, не залишивши заповіту, 9 листопада 1905 року. Похований на кладовищі в Монморансі. Він залишив щоденник, який систематично записував протягом сорока років (1865—1905). Він також містив фотографії та малюнки Норвіда і музичні композиції Шопена, Юліана Фонтани та Войцеха Совінського. Частина його кореспонденції згоріла у Варшаві в 1944 році. Спадщину успадкували його сестра Стефанія, до шлюбу Єловіцька, внучка: Марія, до шлюбу Злотницька, та її чоловік Владислав Ярошинський.